# Mauricinho (futebolista de areia)
Maurício Pereira Braz de Oliveira, mais conhecido como Mauricinho (Rio de Janeiro, 9 de dezembro de 1989), é um futebolista de areia brasileiro. Atualmente, joga no Vasco da Gama e, durante a temporada de verão europeu, no SC Braga.
No Vasco da Gama, atuava com a camisa 11. Após a aposentadoria de Jorginho em dezembro de 2018, herdou a camisa 10 vascaína. Na seleção brasileira de futebol de areia permanece vestindo a camisa 11.
Criado na comunidade carioca do Morro dos Cabritos, Mauricinho atuou e foi revelado nas divisões de base do futebol de areia do Vasco da Gama antes de ser promovido ao time adulto.
Foi eleito, em 2017, pela FIFA, o melhor Jogador de futebol de areia do mundo. A premiação de Mauricinho foi a terceira e mais recente vez que um brasileiro foi escolhido o melhor Jogador do mundo. Antes, apenas os capixabas Buru, em 2007, e Bruno Xavier, em 2013, haviam recebido o prêmio chancelado da FIFA. Na temporada de 2017, Mauricinho foi campeão da Copa do Mundo FIFA de Futebol de Areia, em Nassau, nas Bahamas pela seleção brasileira e campeão da Copa Libertadores e do Campeonato Brasileiro pelo Vasco da Gama.

## Títulos
Vasco da Gama
- Bicampeão da Copa Libertadores (2016, 2017)
- Tricampeão do Campeonato Brasileiro (2017, 2019, 2020)
- Bicampeão da Copa Brasil (2012, 2014)
- Campeão do Circuito Brasileiro de Futebol de Areia (2013/14)
- Campeão da I Etapa do Circuito Brasileiro de Futebol de Areia - Vitória (ES) (2013)
- Campeão da IV Etapa do Circuito Brasileiro de Futebol de Areia - Serra (ES) (2014)
- Bicampeão do Campeonato Carioca (2014 e 2020)
- Campeão do II Torneio Rio Cidade da Paz (2012)
- Campeão do Desafio Internacional Guara Plus de Beach Soccer (2012)
- Campeão do Qualify do Campeonato Brasileiro de Clubes Sub-23 (2012)

Internazionale de Milão
- Campeão da Liga Super 8 (2012)

Rotor Volgograd
- Campeão da Taça da Rússia (2014)

Kristall
- Campeão da Taça Europeia de Clubes (2021)
- Campeão da Nazaré Cup (2018)
- Tricampeão do Campeonato Russo (2015, 2018, 2019, 2021)
- Campeão da Taça da Rússia (2018)

Braga
- Campeão da Taça Europeia de Clubes (2017)

Lokomotiv Moscow
- Campeão do Campeonato Russo (2017)

Bodon FC
- Campeão do Campeonato Húngaro (2021)

Seleção Brasileira
- Ouro nos Jogos Mundiais de Praia (2019)
- Bicampeão da Copa Intercontinental (2016, 2017)
- Campeão do Mundialito de Futebol de Praia (2017)
- Campeonato Sul-Americano de Beach Soccer (2016)
- Campeão da Copa Sul-Americana (2015)
- Bicampeão da Copa América (2014, 2016)
- Tricampeão da Liga Sul-Americana (2017, 2018, 2019)
- Bicampeão da Copa das Nações de Beach Soccer (2013.1, 2013.2)
- Ouro nos Jogos Sul-Americanos de Praia (2014, 2019)
- Campeão da Copa San Luis (2014[3])
- Bicampeão da Copa Riviera Maya (2013, 2014)
- Campeão da Copa Pílsener (2014[4])

## Campanhas de Destaque
Vasco da Gama
- Vice-Campeão da Copa Libertadores (2018)
- Vice-campeão do Campeonato Brasileiro Sub-23 (2012)
- Terceiro lugar no Mundialito de Clubes de Futebol de Areia (2012, 2013)
- Terceiro lugar na III Etapa do Circuito Brasileiro de Futebol de Areia - São Luís (MA) (2014)

Kristall
- Vice-campeão da Taça Europeia de Clubes (2018)

Al-Ahli
- Vice-campeão da Copa do Presidente dos Emirados Árabes Unidos (2012)

## Prêmios Individuais
- Melhor Jogador do Mundo FIFA Beach Soccer (2017)
- Artilheiro do Mundialito de Futebol de Praia (2017)
- Melhor Jogador do Campeonato Sul-Americano de Beach Soccer (2016)
- Melhor Jogador da Liga Sul-Americana de Beach Soccer (2017, 2019)
- Artilheiro Jogador da Liga Sul-Americana de Beach Soccer (2019)
- Artilheiro da Copa San Luis (2014[3])
- Artilheiro da Copa Riviera Maya (2013, 2014)
- Artilheiro da Copa Pílsener (2014[4])
- Melhor Jogador da Taça Europeia de Clubes (2017, 2018 e 2021)
- Melhor Jogador da Copa Libertadores (2016)
- Melhor Jogador do Campeonato Brasileiro (2017)
- Melhor Jogador do Campeonato Húngaro (2021)
- Melhor Jogador da Copa Brasil (2012)
- Artilheiro da Copa Brasil (2012)
- Artilheiro da Liga dos Emirados Árabes (2012)
- Artilheiro do Campeonato Carioca (2021)
- Artilheiro do Campeonato Brasileiro Sub-23 (2012)